# Sophie Wardová
Sophie Anna Wardová (* 30. prosince 1964 Londýn) je anglická herečka.

## Herecká kariéra
Je dcerou herce Simona Warda a má dvě mladší sestry. Od dětství se věnovala tanci pod vedením Merle Parkové, jako herečka debutovala v jedenácti letech. V roce 1985 ztvárnila hlavní ženskou roli ve filmu Barryho Levinsona Pyramida hrůzy. Hrála také ve filmech Návrat do země Oz, Letní příběh, Mladý Toscanini, Bouřlivé výšiny, Zločin a trest a Jana Eyrová a v televizních seriálech Lhostejní, Dynastie Straussů, Dinotopie, Případy inspektora Lynleyho a Vojandy. Působila rovněž v glasgowském Citizens Theatre a objevila se jako modelka v časopisech Vogue a Harper's Bazaar, kde byla označena za „tvář osmdesátých let“. Vystudovala filozofii na Open University a věnuje se vedle herectví také literární a publicistické činnosti.

## Osobní život
V roce 1988 se provdala za veterináře Paula Hobsona, s nímž má dva syny. Manželství skončilo v roce 1996, kdy Wardová oznámila svůj milostný vztah s americkou spisovatelkou Renou Brannanovou. V roce 2005 uzavřely registrované partnerství a v roce 2014 sňatek.